# Loch Achray
Il Loch Achray è un lago d'acqua dolce della Scozia. Fa parte del Parco nazionale Loch Lomond e Trossachs.

## Geografia
Il lago si trova a circa 11 km da Callander. Con il Loch Katrine e il Loch Venachar è situato nel cuore dell'area dei Trossachs. È lungo circa 2 chilometri o 1,5 miglia  e la sua profondità media è di 11 metri (36 ft). Il suo emissario è il fiume Black Water, nel bacino del Teith.

## Storia

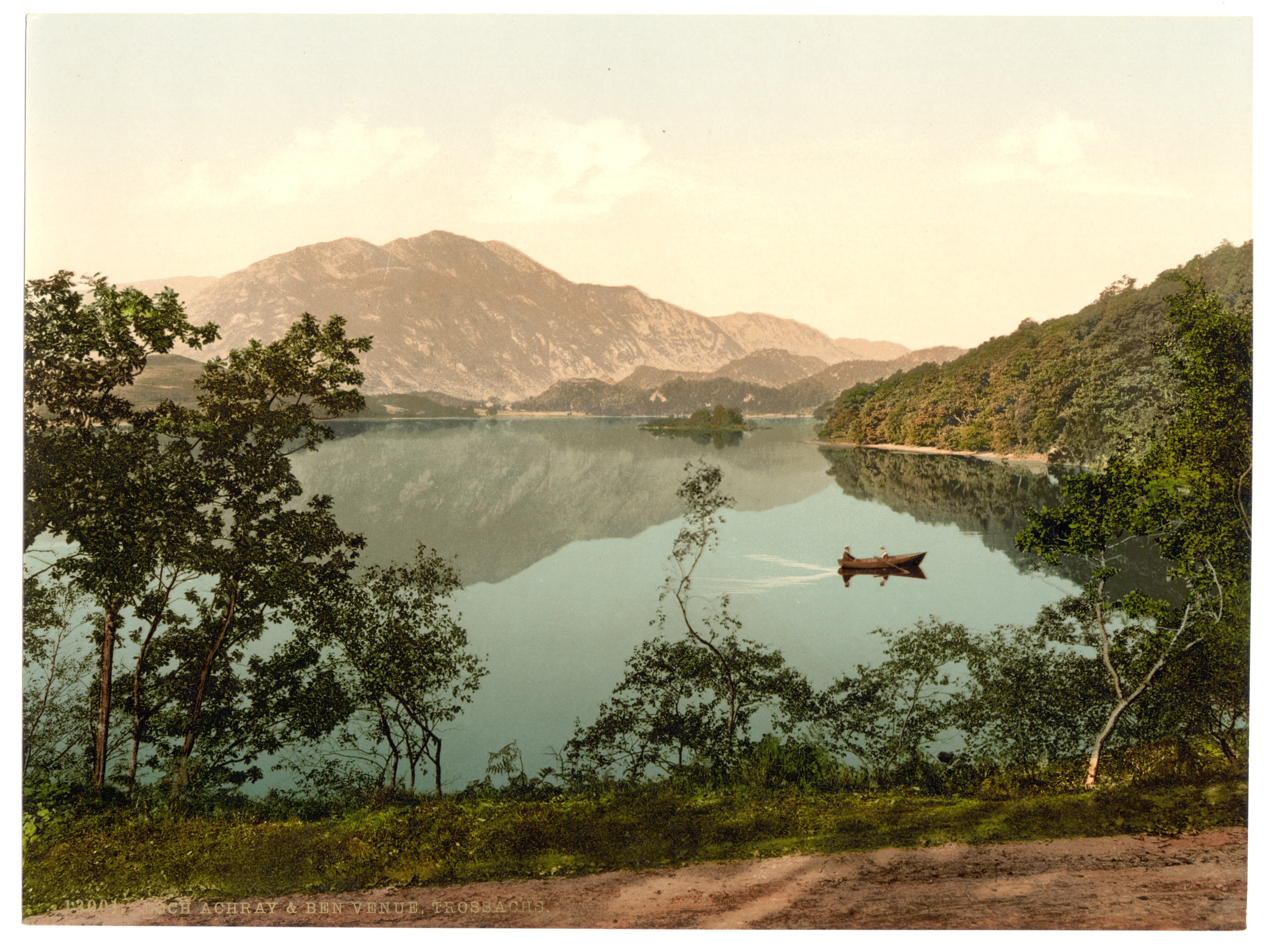
Il lago a fine Ottocento, sullo sfondo il Ben Venue

Sulle rive del Loch Achray ebbe per un certo tempo la propria residenza James "Beg" Stewart (circa 1410-1470) di Baldorran, figlio di Murdoch Stewart Duca d'Albany, che dovette andare in esilio in Irlanda quando nel 1425 suo padre venne giustiziato per tradimento da Giacomo I di Scozia. Si tratta di un progenitore degli Stewarts di Ardvorlich, che avevano dimora sul Lochearnside, la cui storia di famiglia è stata narrata da Sir Walter Scott in A Legend of Montrose.

## Attività

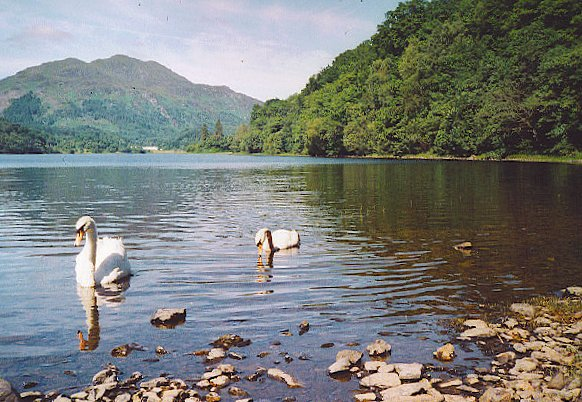
Cigni sulla riva del lago

La costa meridionale del lago è fittamente alberata e ben servita da sentieri e piste forestali apprezzate dagli escursionisti. Il Loch Achray è anche frequentato dai pescatori, in particolare per l'abbondanza di trote. Paesaggisticamente è noto per la sua collocazione relativamente riparata dal vento, il che permette spesso alle sue acque placide di riflettere le foreste della zona sud, le montagne a nord dello specchio d'acqua e, in particolare, la massiccia mole del Ben Venue (729 m) che si staglia verso ovest.
Da un posteggio in riva al lago parte la via normale per il Ben A'an, un altro panoramico rilievo di accesso decisamente meno impegnativo rispetto al Ben Venue.